# Гізела Агнеса Ангальт-Кетенська
Гізела Агнеса Ангальт-Кетенська (нім. Gisela Agnes von Anhalt-Köthen, 21 вересня 1722 — 20 квітня 1751) — принцеса Ангальт-Кетенська з династії Асканіїв, донька князя Ангальт-Кетену Леопольда та ангальт-бернбурзької принцеси Фредеріки Генрієтти, дружина князя Ангальт-Дессау Леопольда II.

## Біографія

### Ранні роки
Народилась 21 вересня 1722 року у Кетені єдиною дитиною в родині князя Ангальт-Кетену Леопольда та його першої дружини Фредеріки Генрієтти Ангальт-Бернбурзької, з'явившись на світ за дев'ять місяців після їхнього весілля. Ім'я отримала на честь бабусі з батьківського боку. Вибір імені принцеси трактувався як жест примирення князя із матір'ю.
Фредеріка Генрієтта мала слабкі легені і померла, коли доньці не було й року. Батько згодом одружився з принцесою Шарлоттою Фредерікою Нассау-Зіґенською. У листопаді 1728 року він також помер. 
Князем Ангальт-Кетену став дядько Гізели Агнеси, Август Людвіг. Натомість, принцеса заявила свої претензії на алод, що призвело до розгляду її скарги Імперським камеральним судом. За посередництва князя Ангальт-Цербстського Йоганна Августа, було укладено угоду, згідно якої спадкоємиця задовольнялася сумою у 100 000 талерів і щорічною рентою до свого одруження. Дівчина отримала також колекції зброї та монет, що належали її батькові, й виплату у 32 000 талерів при укладанні шлюбу за свої володіння Прозіг, Клепціг і Кетен.

### Шлюбне життя
У 14-річному віці стала дружиною кузена, 36-річного принца Леопольда Максиміліана Ангальт-Дессауського, другого сина правлячого князя Леопольда I. Весілля пройшло 25 травня 1737 року в Бернбурзі. У грудні того ж року Леопольд Максиміліан став спадкоємцем Ангальт-Дессау після смерті старшого брата. 
Шлюб змальовувався як надзвичайно щасливий. У ньому принцеса народила сімох дітей
У квітні 1747 року чоловік Гізели Агнеси став правлячим князем Ангальт-Дессау, а сама вона — княгинею-консорт. Померла молодою, як і її матір. Княгині не стало 20 квітня 1751 року. Леопольд, маючи слабке здоров'я, важко переживав утрату дружини і пішов з життя у грудні того ж року. Обоє були поховані у церкві Святої Марії в Дессау. Після Другої світової війни тіла перенесли ло крипти родини Беренхорстів на I цвинтарі Дессау.

## Родина

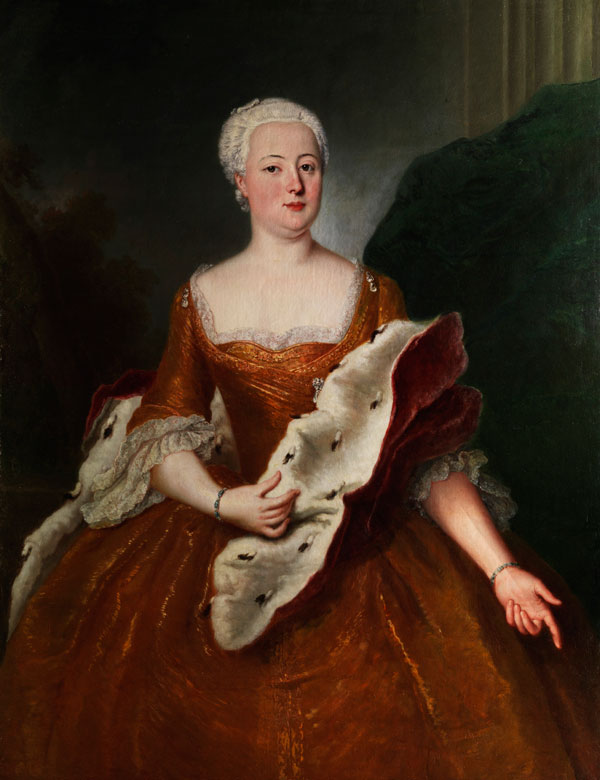
Портрет княгині пензля Антуана Пена

Чоловік — Леопольд II Ангальт-Дессауський
Діти:
- Леопольд (1740—1817) — князь, а згодом — герцог Ангальт-Дессау, був одружений із Луїзою Бранденбург-Шведтською, мали єдиного сина;
- Луїза (1742—1743) — прожила 11 місяців;
- Генрієтта Катерина (1744—1799) — дружина барона Йоганна Йоста фон Лоена, мала сина та доньку;
- Марія Леопольдіна (1746—1769) — дружина графа Ліппе-Детмольду Сімона Августа, мали єдиного сина;
- Йоганн Георг (1748—1811) — генерал від інфантерії прусської армії, одруженим не був, дітей не мав;
- Казимира (1749—1778) — дружина графа Ліппе-Детмольду Сімона Августа, мали єдиного сина;
- Альберт Фрідріх (1750—1811) — був одруженим із графинею цур Ліппе-Вайссенфельдською Генрієттою, мав двох позашлюбних дітей.